# Centris spilopoda
Centris spilopoda är en biart som beskrevs av Jesus Santiago Moure 1969. Centris spilopoda ingår i släktet Centris och familjen långtungebin. Inga underarter finns listade.